# Британская Индия
Британская Индия (англ. British India, хинди ब्रिटिश भारत; Британский Радж, англ. British Raj, хинди ब्रिटिश राज; Индийская империя, англ. Indian Empire, хинди भारतीय साम्राज्य; Правление короны в Индии, англ. Crown rule in India, хинди भारत में क्राउन नियम) — одно из важнейших колониальных владений Британской империи, территория которого охватывала земли современных государств Индии, Бирмы (Мьянмы), Бангладеш и Пакистана.
Британская Индия имела сухопутные границы с Королевством Непал, Бутаном, Афганистаном, Персией, Китайской Империей Цин и Таиландом, а также морские — с Голландской Ост-Индией и Британским Цейлоном.
Британская Индия оставалась главной колониальной провинцией Британской империи в южноазиатском историко-географическом регионе, олицетворяя могущество и величие британского империализма. Именно по этой причине в историографии Индия нередко наделяется эпитетом «жемчужины» Британской империи. Большинство историков исходят, в том числе, и из того обстоятельства, которое касается того огромного уровня богатства Индии природными ресурсами и полезными ископаемыми, которые, по инициативе Министерства по делам колоний Великобритании, направлялись на развитие экономической сферы не только всей империи в целом, но и Индии, в частности.
Особый статус Индии подчёркивался также и тем, что с 1876 года британские монархи носили титул «император Британской Индии», при том, что императорский титул исторически был выше королевского.
Как единое колониальное владение Британской империи с централизованным принципом организации аппарата государственного управления, Британская Индия была образована в 1858 году по итогам ликвидации Британской Ост-Индской компании и передачи имперского управления над всеми британскими колониями на территории Индии напрямую метрополии — Великобритании, после подавления британской имперской армией Восстания сипаев. При этом все субпровинции были объединены в единое политическое пространство с единой столицей в городе Калькутта. В Калькутте также располагалась резиденция генерал-губернатора Британской Индии, который по-прежнему выступал в качестве наместника короля Великобритании.

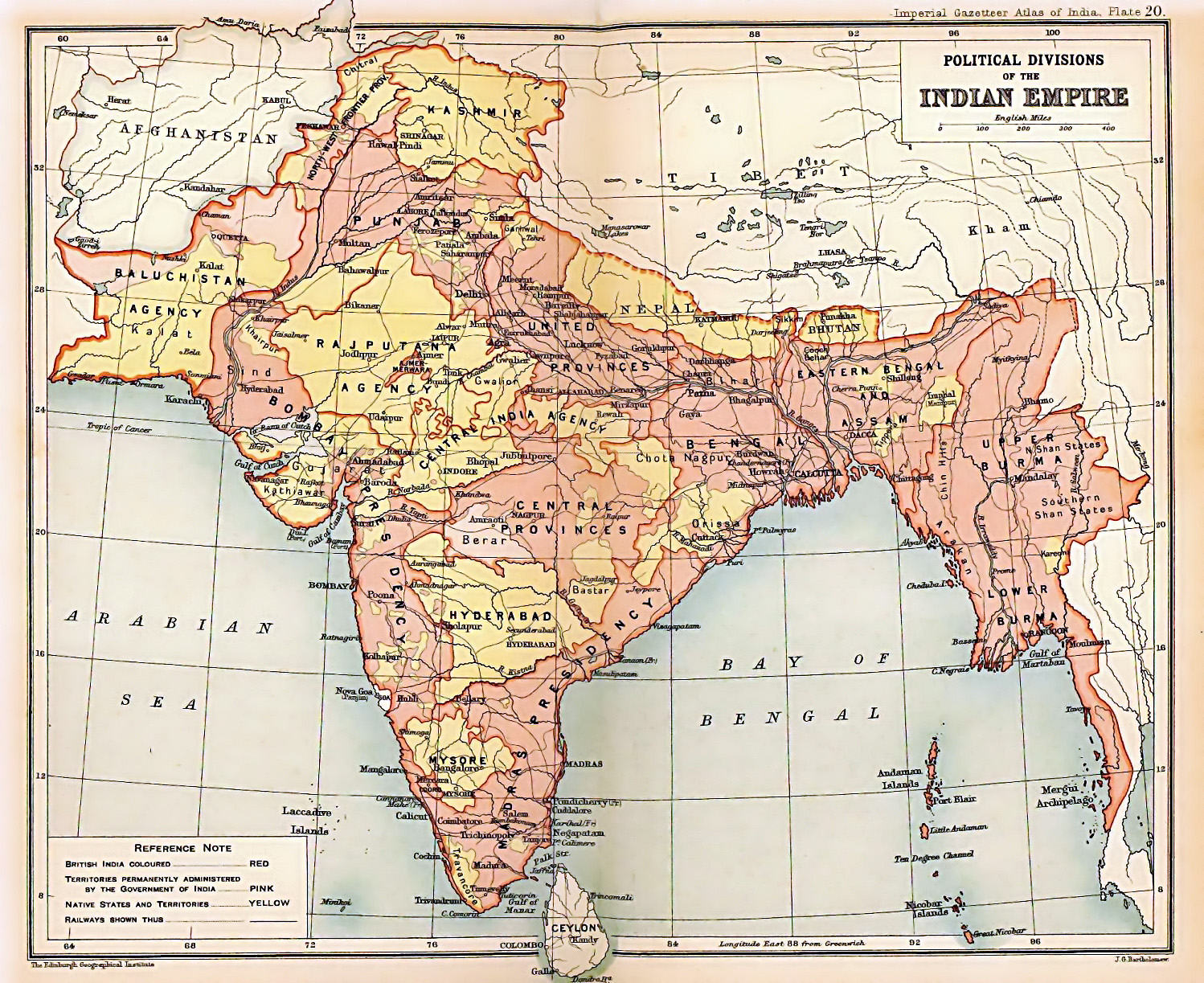
Карта Британской Индии на 1909 год

Термином Британская Индия обычно называют всю территорию колониального владения, хотя, строго говоря, он относился только к тем частям субконтинента, которые находились под непосредственным британским управлением; помимо этих территорий существовали так называемые «туземные княжества», формально находившиеся лишь в вассальной зависимости от Британской империи.
В 1937 году Бирма была выделена из Британской Индии в отдельную колонию, а с 1948 года стала независимым государством.
15 августа 1947 года Британской Индии была предоставлена независимость, после чего страна была разделена на два доминиона — Индию и Пакистан. В Индии появилась должность премьер-министра, им стал Джавахарлал Неру. От Пакистана, в свою очередь, в 1971 году отделилась Бангладеш.

## История
Итогом восстания сипаев стала ликвидация Британской Ост-Индской компании и переход власти непосредственно к короне. Установившуюся систему в англоязычных источниках принято именовать «Британский Радж» (англ. British Raj). Эта система использовала традиционную феодальную организацию Индии, однако верховным сюзереном правителей отдельных индийских регионов являлась британская корона. Такая организация была окончательно закреплена в 1876 году коронацией английской королевы Виктории как Императрицы Индии.
В 1935 году Законом об управлении Индией ей была предоставлена частичная автономия. Более того, Индия была единственной страной с колониальным статусом, которая подписала Декларацию Объединённых Наций 1 января 1942 года.

### Первая мировая война и её последствия
В течение войны до 1,4 млн британских и индийских солдат из Британской Индийской армии приняли участие в военных действиях по всему миру, сражаясь наравне с солдатами из таких доминионов, как Канада и Австралия. Международная роль Индии возросла. В 1920 году она стала одним из учредителей Лиги Наций и приняла участие в летних Олимпийских играх 1920 года в Антверпене под названием «Британских Индий». В самой Индии это приводило к требованиям большего самоуправления, особенно среди лидеров Индийского национального конгресса (далее — Конгресс).
Начиная с 1916 года британские колониальные власти в лице вице-короля лорда Челмсфорда объявили об уступках требованиям индийцев; эти уступки включали в себя назначения индийцев на офицерские должности в армии, присвоение князьям наград и почётных титулов, отмену крайне раздражавшего индийцев акциза на хлопок. В августе 1917 года госсекретарь по делам Индии Эдвин Монтегю объявил целью Британии поэтапное формирование в Индии «ответственного правительства как неотъемлемой части Британской империи».
К концу войны большинство войск были передислоцированы из Индии в Месопотамию и Европу, что вызывало беспокойство местных колониальных властей. Участились беспорядки, а британская разведка отмечала множество случаев сотрудничества с Германией. В 1915 году был принят Закон об обороне Индии, который в дополнение к Закону о прессе, позволил преследовать политически опасных диссидентов, в частности, отправлять журналистов в тюрьму без суда, и осуществлять цензуру.
В 1917 году комитет под председательством британского судьи Сидни Роулетта расследовал причастность немцев и российских большевиков к вспышкам насилия в Индии. Выводы комиссии были представлены в июле 1918 года. Комитет рекомендовал расширить полномочия властей в условиях военного времени, ввести суды из трёх судей, без суда присяжных, ввести правительственный надзор над подозреваемыми и дать полномочия местным властям арестовывать и задерживать подозреваемых на короткие сроки без суда.
Конец войны вызвал также экономические изменения. К концу 1919 года в войне участвовало до 1,5 млн индийцев. Налоги выросли, а цены в период 1914–1920 годов удвоились. Демобилизация усугубила безработицу, в Бенгалии, Мадрасе и Бомбее прошли голодные бунты.
Правительство решило воплотить в жизнь рекомендации комитета Роулетта в виде двух законов, однако при голосовании в Имперском законодательном совете все его индийские депутаты проголосовали против. Британцам удалось провести урезанную версию первого закона, разрешавшего властям внесудебные преследования, но сроком только на три года и только против «анархических и революционных движений». Второй закон был целиком переписан в виде поправок к Уголовному кодексу Индии. Тем не менее, в Индии вспыхнуло сильное возмущение, которое вылилось в резню в Амритсаре и вывело на передний край политической борьбы сторонников Махатмы Ганди.
В декабре 1919 года был принят Закон о правительстве Индии. Имперский и провинциальные законодательные советы были расширены, отменено убежище[что?] исполнительной власти при прохождении непопулярных законов в виде «официального большинства»[уточнить].
Такие вопросы, как оборона, уголовный розыск, иностранные дела, связь, сбор налогов остались в ведении вице-короля и центрального правительства в Нью-Дели, тогда как здравоохранение, аренда земли, местное самоуправление были переданы в провинции. Такие меры облегчили индийцам возможность участвовать в госслужбе и получать офицерские должности в армии.
Избирательное право индийцев было расширено на национальном уровне, но число индийцев с правом голоса составило всего 10 % от взрослого мужского населения, причём многие из них были неграмотны. Британские власти занимались манипуляциями; так, больше мест в законодательных советах получали представители деревень, больше симпатизировавшие колониальным властям, чем горожане. Отдельные места резервировались для не-брахманов, землевладельцев, бизнесменов, выпускников колледжей. Согласно принципу «общинного представительства» места в Имперском и провинциальных законодательных советах резервировались отдельно для мусульман, сикхов, индуистов, индийских христиан, англо-индийцев, проживавших в Индии европейцев.
В 1935 году британский Парламент основал в Индии законодательные ассамблеи.
В 1937 году Бирма была отделена от Британской Индии, став отдельной коронной колонией. В том же году были проведены общенациональные выборы в провинциальные ассамблеи, на которых Конгресс выиграл в 7-ми из 11-ти провинций. Кроме того, по закону 1935 года Бирма должна была выплатить индийскому колониальному правительству долг в размере 570 млн рупий, который включал в себя расходы на покорение Бирмы, на строительство железных дорог и т. д.

### Вторая мировая война и её последствия
С началом Второй мировой войны в 1939 году вице-король Индии лорд Линлитгоу объявил войну Германии без консультаций с представителями Индии. Это заставило представителей Конгресса, занявших посты в провинциях, в знак протеста подать в отставку. В то же время Мусульманская лига поддержала британские военные усилия. Британское правительство пыталось привлечь индусов-националистов к поддержке Британии в обмен на обещания независимости в будущем, однако переговоры с Конгрессом провалились.
В августе 1942 года Махатма Ганди начал кампанию гражданского неповиновения, требуя немедленного отъезда всех британцев. Вместе с другими лидерами Конгресса Ганди был немедленно заключён в тюрьму, и страна взорвалась от беспорядков, сначала студенческих, а затем и крестьянских, особенно в Соединённых Провинциях Агра и Ауд, Бихаре и Западной Бенгалии. Наличие в Индии многочисленных по военному времени войск позволило подавить беспорядки за шесть недель, однако некоторые их участники сформировали подпольное временное правительство на границе с Непалом. В других частях Индии беспорядки вспыхивали спорадически летом 1943 года.
Из-за ареста практически всех лидеров Конгресса и возникшего политического вакуума в среде оппозиции значительное влияние приобрёл Субхас Бос, покинувший Конгресс в 1939 году из-за разногласий. Бос начал сотрудничать со странами Оси, стремясь освободить Индию от британцев силой. При поддержке японцев он сформировал так называемую Индийскую национальную армию, набранную в основном из индийских военнопленных, захваченных при падении Сингапура. Японцы основали в оккупированных странах ряд марионеточных правительств, в частности, сделав Боса лидером Временного правительства Азад Хинда («Свободной Индии»). Индийская национальная армия капитулировала при освобождении Сингапура от японцев, а сам Бос вскоре погиб в авиакатастрофе. В конце 1945 года над солдатами ИНА прошли суды, которые, вызвали в Индии массовые беспорядки.
В январе 1946 года произошла серия мятежей в армии, начавшаяся с мятежа индусов, служивших в Королевских ВВС и недовольных слишком медленной репатриацией. В феврале 1946 года произошёл также мятеж в Королевском ВМФ в Бомбее, и затем другие мятежи в Калькутте, Мадрасе и Карачи.
Также в начале 1946 года прошли новые выборы, на которых Конгресс победил в 8 из 11 провинций. Между Конгрессом и Мусульманской лигой начались переговоры о разделе Индии. 16 августа 1946 года мусульмане объявили День прямого действия с требованием создания в Британской Индии исламского национального очага. На следующий день в Калькутте начались столкновения между индусами и мусульманами, быстро распространившиеся по всей Индии. В сентябре было назначено новое правительство, в котором премьер-министром стал индус Джавахарлал Неру.
Лейбористское правительство Британии осознало, что страна, истощённая Второй мировой войной, более не имеет ни международной поддержки, ни поддержки местных сил, чтобы далее удерживать власть над Индией, погружающейся в пропасть межобщинных беспорядков. В начале 1947 года Британия объявила о намерении вывести свои силы из Индии не позднее июня 1948 года.
С приближением независимости столкновения между индусами и мусульманами продолжили обостряться. Новый вице-король, лорд Маунтбеттен, предложил разработать план раздела. В июне 1947 года представители Конгресса, мусульман, сикхов и общины неприкасаемых согласились на раздел Британской Индии по религиозному принципу. Области с преимущественно индуистским и сикхским населением отходили к новой Индии, с преимущественно мусульманским — к новой стране, Пакистану.
14 августа 1947 года был основан доминион Пакистан, в котором лидер мусульман был назначен генерал-губернатором. На следующий день, 15 августа, Индия была объявлена независимым государством.

## Организация
Часть территории субконтинента, находившаяся под непосредственным управлением Британской короны (через генерал-губернатора Индии), именовалась собственно Британской Индией; она делилась на три Президентства — Бомбейское, Мадрасское и Бенгальское. Основную часть территории занимали «туземные государства» (англ. Native states), или «княжества» (англ. Princely states). Общее количество отдельных индийских княжеств доходило до нескольких сотен (на момент предоставления независимости в Индии в 1947 году насчитывалось 565 княжеств). Британская власть в них была представлена резидентами, однако собственные резиденты в 1947 году были только в 4 княжествах. Все остальные княжества объединялись вокруг различных региональных подразделений (агентств, резидентств). Формально «туземные княжества» считались независимыми и управлялись не британцами, а местными индийскими правителями при контроле Британии над армией, иностранными делами и связью; особо значимым правителям полагался пушечный салют при визите в столицу Индии.
Система управления колонией насчитывала три основных уровня — имперское правительство в Лондоне, центральное правительство в Калькутте и региональные управления. В Лондоне были организованы Министерство по делам Индии, возглавлявшееся государственным секретарём по делам Индии (с 1858 до 1947 годы на этом посту побывало 27 человек), и состоявший из 15 человек Совет Индии. Обязательным условием членства в Совете было проживание в Индии не менее десяти лет. По большинству текущих вопросов Министерство обычно запрашивало мнения Совета.
Главой Индии стал генерал-губернатор в Калькутте, всё чаще называемый вице-королём; этот титул подчёркивал его роль как посредника и представителя Короны перед формально суверенными индийскими княжествами.
С 1861 года, в случае, если правительству Индии требовались новые законы, созывались Законодательные советы из 12 человек, половина — чиновники правительства («официальные»), половина — индусы и местные британцы («неофициальные»). Включение индусов в Законодательные советы, включая Имперский законодательный совет в Калькутте, стало ответом на восстание сипаев 1857 года, но на эту роль обычно отбирались крупные землевладельцы, представители местной аристократии, зачастую назначаемые за свою лояльность. Этот принцип был далёк от представительства.
Стержнем британского правления стала Индийская гражданская служба.
Восстание сипаев потрясло британское правление, но не пустило его под откос. Одним из последствий стал роспуск колониальных войск, набранных из мусульман и брахманов Ауда и Агры, ставших ядром восстания, и набор новых войск из сикхов и белуджи, показавших на тот момент свою лояльность.
Согласно переписи 1861 года, британское население Индии состояло всего лишь из 125 945 человек, причём на 41 862 гражданских приходилось 84 083 военных.

## Вооружённые силы
Вооружённые силы представляли собой автономное формирование, имеющее свои учебные учреждения по подготовке офицеров. Рядовой состав по бо́льшей части состоял из индийцев. Комплектование осуществлялось по добровольному принципу. Командирские должности занимали британцы. Первоначально находились под управлением британской Ост-Индской компании, затем перешли в подчинение правительству Британской Индии.

## Голод и эпидемии

### Голод как следствие политики
В период прямого правления короны Индия была потрясена рядом вспышек голода и эпидемий. В течение Великого голода 1876—1878 годов погибло от 6,1 до 10,3 млн чел., во время Индийского голода 1899—1900 годов от 1,25 до 10 млн чел.
За всю 200-летнюю историю британского правления в Индии почти не было роста дохода на душу населения, отмечает профессор Джейсон Хайкел (Institute for Environmental Science and Technology, Иллинойс, США). Фактически во второй половине XIX в. — в период после утверждения прямого британского правления — доходы на душу населения в Индии рухнули вдвое. Средняя продолжительность жизни индийцев сократилась на одну пятую с 1870 по 1920 год. Ожидаемая продолжительность жизни в 1901 году составляла 23,6 года для мужчин и 24 года для женщин, в 1921 году этот показатель достиг своего минимума — соответственно 19,4 года и 20,9.
Десятки миллионов людей напрасно умерли от вызванного политикой властей голода. Профессор Университета Джавахарлала Неру Утса Патнаик указывала, что в Британской Индии в этот период доступность продовольствия снизилась на 30% на фоне неуклонного роста экспорта зерна. Самый большой спад в доступности продовольствия на душу населения — на 38% — наблюдался в Бенгалии с 1911 по 1947 год. Вместе с ростом расходов на войну в Юго-Восточной Азии, вызвавшим инфляционный всплеск, это привело к гибели 3 млн. чел. от голода в Бенгалии в 1943-44 годах.

### Эпидемии
В 1820 году по Индии прокатилась пандемия холеры, начавшаяся в Бенгалии, от неё умерло 10 тыс. британских военных, и бессчётное количество индийцев. В период 1817–1860 годов погибло более 15 млн чел, в период 1865–1917 годов ещё около 23 млн.
В середине XIX в. в Китае началась Третья пандемия чумы, которая прокатилась по всем обитаемым континентам, в одной только Индии убив 6 млн чел.
Российский и французский врач еврейского происхождения Хавкин, работавший в основном в Индии, впервые разработал вакцины от холеры и бубонной чумы; в 1925 году Чумная лаборатория в Бомбее была переименована в Институт Хавкина. В 1898 году британец Рональд Росс, работавший в Калькутте, окончательно доказал, что комары являются переносчиками малярии. Проведение массовой вакцинации от оспы привело к снижению смертности от этой болезни в Индии в конце XIX века.

### Демографический эффект
В целом, несмотря на голод и эпидемии, население субконтинента выросло со 185 млн в 1800 году до 380 млн в 1941 году.

## Экономические и технологические изменения
Во второй половине XIX века в Индии прошли значительные изменения, связанные с индустриализацией, и тесными связями с Британией. Во многом эти изменения были подготовлены ещё до восстания сипаев 1857 года, но большинство из них произошли после Мятежа, и обычно ассоциируются с прямым правлением Короны. Британцы организовали массовое строительство железных дорог, каналов, мостов, прокладывали телеграфные линии. Основной целью был более быстрый транспорт сырья, в частности, хлопка, к Бомбею и другим портам.
С другой стороны, в Индию доставлялась готовая продукция, произведённая британской промышленностью.
Несмотря на рост инфраструктуры, для индусов создавалось крайне мало рабочих мест, требовавших высокой квалификации. В 1920 году Индия имела четвёртую в мире по величине железнодорожную сеть с 60-летней историей; при этом только 10 % руководящих постов в Индийских Железных дорогах занимали индийцы.
Технология вызвала изменения сельскохозяйственной экономики Индии; выросло производство сырья, вывозимого на рынки в другие части света. Многие мелкие земледельцы разорились. Вторая половина XIX века в Индии отмечена вспышками массового голода. Голод случался в Индии неоднократно и раньше, но на этот раз от него погибали десятки миллионов. Многие исследователи возлагают вину за него на политику британской колониальной администрации.
Налоги для большинства населения уменьшались. При 15 % во времена Великих Моголов они дошли до 1 % в конце колониального периода.

## Раздел
Во время обеих мировых войн Индия поддержала британские военные усилия, однако нарастающее сопротивление местного населения колонизаторам и ослабление метрополии привели английское правление к краху. Империя оказалась неспособна остановить кампанию гражданского неповиновения, запущенную в 1942 году Махатмой Ганди.
Решение предоставить Индии независимость приводит её к разделу на два основных государстваː индуистское — Индийский Союз (современная Индия) и мусульманское — Доминион Пакистан (территория современных Пакистана и Бангладеш). Политическими ядрами двух государств выступили соответственно Индийский национальный конгресс и Мусульманская лига во главе с Джинной.
Существовавшие на момент завоевания Индии англичанами несколько сотен независимых княжеств были, таким образом, объединены в два государства, а разнообразные титулы их правителей отменены. Раздел бывшей колонии привёл к обмену 15 млн беженцев и гибели по меньшей мере 500 тыс. чел. в результате межобщинного насилия.
Особенные трудности вызвало определение идентичности бывшего туземного княжества Джамму и Кашмир. Большинство населения княжества было мусульманами, однако его махараджа Хари Сингх настаивал на независимости. Результатом стало восстание и война между Индией и Пакистаном.
По итогам войны произошёл раздел Кашмира на пакистанскую (в пакистанских источниках — «Азад Кашмир», или «свободный Кашмир») и индийскую части.